# FullMoon
„FullMoon“ (в превод от английски: „Пълнолуние“) е четвъртото и последно демо на финландската група „Соната Арктика“, което е издадено под тогавашното име на групата – Tricky Means. Демото е единственото от четирите общо, което е разпратено до звукозаписните компании. То също е единственото демо, което чието звучене е най-близко до стила на свирене в албумите на групата.
В заглавната песен се пее за травмата на момиче, след като открива, че приятеля ѝ е върколак. Той се опитва да я остави, но тя го последва и е инцидентно убита от него.

## Участници
- Тони Како – вокали, клавишни
- Яни Лииматайнен – китара
- Томи Портимо – ударни
- Janne Kivilahti – бас китара